# Echipa națională de fotbal a Omanului
Echipa națională de fotbal a Omanului (arabă منتخب عمان لكرة القدم) este naționala de fotbal a Omanului. Echipa a fost fondată în 1978, iar Asociația de Fotbal din Oman abia în 2005.

## Campionatul Mondial
- 1930 până la 1982 - Nu a partcipat
- 1986 - S-a retras
- 1990 până la 2010 - Nu s-a calificat

## Cupa Asiei
- 1956 până la 1980 - Nu a partcipat
- 1984 - Nu s-a calificat
- 1988 - Nu a partcipat
- 1992 până la 2000 - Nu s-a calificat
- 2004 - Runda 1
- 2007 - Runda 1
- 2011 - Nu s-a calificat

## Antrenori
| Antrenor                    | De la                                                           | până la    |
| --------------------------- | --------------------------------------------------------------- | ---------- |
| Mamadoh Mohammed Al-Khafaji | 1974                                                            | 1976       |
| George Smith                | 1979                                                            | 1979       |
| Hamed El-Dhiab              | 1980                                                            | 1982       |
| Mansaf El-Meliti            | 1982                                                            | 1982       |
| Paulo Heiki                 | 1984                                                            | 1984       |
| Antônio Clemente            | 1986                                                            | 1986       |
| Jorge Vitório               | 1986                                                            | 1988       |
| Karl-Heinz Heddergott       | 1988                                                            | 1989       |
| Bernd Patzke                | 1990                                                            | 1992       |
| Heshmat Mohajerani          | 1992                                                            | 1994       |
| Rashid Jaber Al-Yafi’i      | 1995                                                            | 1996       |
| Mahmoud El-Gohary           | 1996                                                            | 1996       |
| Jozef Vengloš               | 1996                                                            | 1997       |
| Ian Porterfield             | October 1997                                                    | ?          |
| Valdeir Vieira              | 1998                                                            | 1999       |
| Carlos Alberto Torres       | apr 2000                                                        | mar 2001   |
| Milan Máčala                | apr 2001                                                        | mai 2001   |
| Bernd Stange                | iunie 2001                                                      | ?          |
| Rashid Jaber Al-Yafi’i      | 2002                                                            | 2002       |
| Milan Máčala                | 2003                                                            | 2005       |
| Srečko Juričić              | 2005                                                            | 2006       |
| Hamad Al-Azani              | 2006 (caretaker role)                                           |            |
| Milan Máčala                | 2006                                                            | Jan 2007   |
| Gabriel Calderón            | feb 2007                                                        | feb 2008   |
| Julio César Ribas           | feb 2008                                                        | iunie 2008 |
| Hamad Al-Azani              | iunie 2008 (caretaker role)                                     |            |
| Claude Le Roy               | iulie 2008                                                      | noi 2010   |
| Hamad Al-Azani              | ian 2010 (responsabil de amicale în timpul absenței lui Le Roy) |            |